# (285) Регина
(285) Регина (лат. Regina) — типичный астероид главного пояса, который был открыт 3 августа 1889 года французским астрономом Огюстом Шарлуа в обсерватории Ниццы. происхождение названия неизвестно.

Орбита астероида Регина и его положение в Солнечной системе
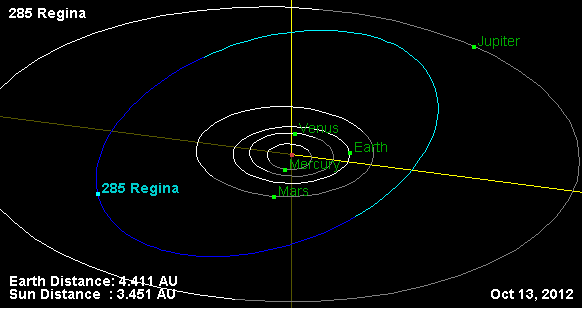
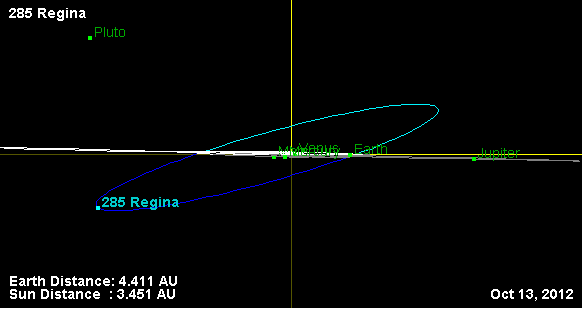